# Campeonato Português de Hóquei em Patins de 1974–75
O Campeonato Português de Hóquei de Patins de 1974-75 foi a 35.ª edição do principal escalão da modalidade em Portugal.
O Sporting CP voltava a ser campeão nacional 36 anos depois e assegurava o seu segundo título nacional na modalidade.

## Equipas Participantes
| Zona Norte           | Zona Norte          |                     | Zona Sul      | Zona Sul |
| Equipa               | Localidade          | Equipa              | Localidade    |          |
| -------------------- | ------------------- | ------------------- | ------------- | -------- |
| Infante de Sagres    | Porto               | Sporting CP         | Lisboa        |          |
| FC Porto             | Porto               | SL Benfica          | Lisboa        |          |
| AD Sanjoanense       | São João da Madeira | AD Oeiras           | Oeiras        |          |
| Académico do Porto   | Porto               | CD Paço de Arcos    | Paço de Arcos |          |
| AD Valongo           | Valongo             | Juventude Salesiana | Estoril       |          |
| Beira-Mar            | Aveiro              | GDS Cascais         | Cascais       |          |
| GDC Fânzeres         | Fânzeres            | CUF                 | Barreiro      |          |
| Carvalhos            | Pedroso             | Parede FC           | Parede        |          |
| Académica de Espinho | Espinho             | CA Campo de Ourique | Lisboa        |          |
| Riba de Ave HC       | Riba de Ave         | HC Sintra           | Sintra        |          |

## Classificação

### 1.ª Fase

#### Zona Norte
| Pos | Equipa               | J  | V  | E | D  | GM  | GS  | Diff | Pts | Qualificação/Despromoção |
| --- | -------------------- | -- | -- | - | -- | --- | --- | ---- | --- | ------------------------ |
| 1   | Infante de Sagres    | 18 | 15 | 1 | 2  | 103 | 42  | +61  | 49  | Apuramento do Campeão    |
| 2   | FC Porto             | 18 | 14 | 1 | 3  | 121 | 58  | +63  | 47  | Apuramento do Campeão    |
| 3   | AD Valongo           | 18 | 12 | 2 | 4  | 66  | 41  | +25  | 44  | Apuramento do Campeão    |
| 4   | Académica de Espinho | 18 | 8  | 4 | 6  | 83  | 74  | +9   | 38  | Apuramento do Campeão    |
| 5   | Carvalhos            | 18 | 9  | 2 | 7  | 71  | 62  | +9   | 38  |                          |
| 6   | AD Sanjoanense       | 18 | 6  | 3 | 9  | 47  | 68  | -21  | 33  |                          |
| 7   | GDC Fânzeres         | 18 | 6  | 2 | 10 | 65  | 88  | -23  | 32  |                          |
| 8   | Académico do Porto   | 18 | 6  | 1 | 11 | 45  | 74  | -29  | 31  | Play-off de Despromoção  |
| 9   | Beira-Mar            | 18 | 2  | 2 | 14 | 55  | 112 | -57  | 24  | II Divisão               |
| 10  | Riba de Ave HC       | 18 | 2  | 2 | 14 | 53  | 92  | -39  | 23  | II Divisão               |

#### Zona Sul
| Pos | Equipa              | J  | V  | E | D  | GM | GS  | Diff | Pts | Qualificação/Despromoção |
| --- | ------------------- | -- | -- | - | -- | -- | --- | ---- | --- | ------------------------ |
| 1   | Juventude Salesiana | 18 | 13 | 2 | 3  | 77 | 53  | +24  | 46  | Apuramento do Campeão    |
| 2   | Sporting CP         | 18 | 13 | 1 | 4  | 99 | 64  | +35  | 45  | Apuramento do Campeão    |
| 3   | AD Oeiras           | 18 | 13 | 1 | 4  | 90 | 47  | +43  | 45  | Apuramento do Campeão    |
| 4   | GDS Cascais         | 18 | 10 | 1 | 7  | 85 | 69  | +16  | 39  | Apuramento do Campeão    |
| 5   | Parede FC           | 18 | 8  | 1 | 9  | 65 | 78  | -13  | 35  |                          |
| 6   | CD Paço de Arcos    | 18 | 6  | 4 | 8  | 63 | 69  | -6   | 34  |                          |
| 7   | SL Benfica          | 17 | 6  | 2 | 9  | 89 | 79  | +10  | 31  |                          |
| 8   | CUF                 | 18 | 6  | 0 | 12 | 52 | 86  | -34  | 30  | Play-off de Despromoção  |
| 9   | HC Sintra           | 17 | 3  | 3 | 11 | 54 | 73  | -19  | 26  | II Divisão               |
| 10  | CA Campo de Ourique | 18 | 3  | 1 | 13 | 59 | 115 | -56  | 25  | II Divisão               |

### 2.ª Fase

#### Apuramento do Campeão
| Pos | Equipa               | J  | V | E | D  | GM | GS | Diff | Pts | Qualificação/Despromoção   |
| --- | -------------------- | -- | - | - | -- | -- | -- | ---- | --- | -------------------------- |
| 1   | Sporting CP          | 14 | 9 | 4 | 1  | 78 | 39 | +39  | 36  | Taça dos Campeões Europeus |
| 2   | FC Porto             | 14 | 9 | 2 | 3  | 78 | 59 | +19  | 34  |                            |
| 3   | AD Valongo           | 14 | 6 | 3 | 5  | 44 | 50 | -6   | 29  |                            |
| 4   | Juventude Salesiana  | 14 | 7 | 1 | 6  | 42 | 41 | +1   | 29  |                            |
| 5   | Infante de Sagres    | 14 | 4 | 5 | 5  | 30 | 32 | -2   | 26  |                            |
| 6   | AD Oeiras            | 14 | 4 | 4 | 6  | 42 | 57 | -15  | 26  |                            |
| 7   | GDS Cascais          | 14 | 4 | 3 | 7  | 47 | 54 | -7   | 25  |                            |
| 8   | Académica de Espinho | 14 | 2 | 0 | 12 | 40 | 69 | -29  | 18  |                            |

| Campeão Nacional 1974/1975 |
| -------------------------- |
|                            |
| Sporting CP 2.° Título     |